# 竹野恵真
竹野 熊一郎（たけの ゆういちろう、1880年（明治13年）2月17日 - 1958年（昭和33年）4月19日）は、日本の教育者である。法名は恵真。崇徳学園名誉校長・学園理事を歴任。長男は広島大学名誉教授の竹野兵一郎。

## 経歴
明治13年（1880年）2月17日に広島市水主町で生まれる。旧制明道中学校、旧制山口高等学校を経て、明治40年（1907年）7月に東京帝国大学文科哲学科を卒業する。同年9月より母校の明道中学校の教務長に就任し、教鞭をとった。大正3年（1914年）4月に旧制崇徳中学校の教務長として招聘された。当時、崇徳中では東京帝大の同級生であった観山覚道が校長を務めていた。その後、教頭となって観山校長の片腕となり職務遂行に協力した。
昭和16年（1941年）、観山校長の退任を受けて、竹野は第2代校長に就任した。観山は家事の都合による退職としたが、内実は学校教育の軍国主義化と配属将校の権限強化への抵抗感と嫌悪があったと言われている。校長に就任した竹野は、「法の相続をしてくれよ」との亡父の遺言を実現するため、崇徳中の運営に精魂を傾けていく。昭和18年（1943年）に得度して、名を熊一郎から恵真と改める。昭和20年（1945年）8月6日に原爆が投下され、学校は壊滅状態に陥ったが、敗戦後の混乱にも学校再開に尽力した。昭和29年（1954年）3月に校長を退任し、名誉校長となる。退任までの13年2ヵ月間校長職にあった。
昭和33年（1958年）4月19日午後5時頃、広島市内観音橋東詰付近においてバスから転落し、頭蓋骨を骨折し、同日午後7時40分に土谷外科病院において死去。4月23日午後2時より崇徳高校講堂において学園葬が営まれた。学園葬には西本願寺から教育部長が派遣され、喪主で長男の竹野兵一郎（広島大学名誉教授）に対して恵真へ「清遊院釈恵真」という院号法名並にという本願寺総長からの弔慰文が伝達され、広島別院輪番の導師によって執り行われた。

## 人物
- 多趣味な人物であったとされ、囲碁は6段の腕前、スポーツもテニスの他、野球、水泳もよくした。
- 風変わりな一面もあった。観山の回顧談によれば、「いつだったか、『学校に遅れそうになったので、けさは車にのって来たが、乗ってから車夫に八銭だけ行ってくれと言ったら三篠橋の手前で降ろされてしまった。ついでだから何とか行ってくれと頼んだが、どうしてもやってくれなかった』と話していました」という逸話がある。
- 同じく観山の回顧談では、「当時の県知事は山県治郎といって、竹野君とは山口高校時代の同級生で共に特待生でしたが、ある時知事から顔ぐらい出したらどうかと誘われても、彼は『わしも今は忙しいし、別に会いに行く用事もない。又、ひまでもあったら行こう』と言って行かれなかつた。それから大分たって、私（観山）が安芸高女設立手続きを頼まれて県庁へ行って、山県知事に会い、お願いをして帰ろうとすると、知事が私（観山）を呼びとめて、『実はあなたの学校の竹野君に、県立の中学校長になってくれと頼んだら、彼は"金のくさりは断ち切れても、情誼のくさりは断ち切れない”と言ってことわられた。・・・教育という高潔な仕事にたずさわる人は幸福ですね。』と言われた」と述懐している。
- 四十九日法要が昭和33年（1958年）5月23日に自宅で営まれた。その席上で、喪主の兵一郎が「学園関係者への香典返しについては故人が終生学園の発展を念願していた気持を察して贈られた方々の名義で設備充実費として学園に寄付させて貰いたい」と金一封を福島利美校長に寄託された。学校でその一封の使途を協議した結果、竹野文庫を図書館内に設けることで合意し、同年9月に同校図書館内に竹野文庫が設置された。文庫の内訳は遺蔵図書と寄付金による新購入図書（親鸞聖人全集を中心とした仏教関係図書）175冊である。

## 典拠
1. ↑  崇徳学園編『崇徳学園百二十年史』（1995年）